# 쓰카다 주이치로
쓰카다 주이치로(일본어: 塚田 十一郎, 1904년 2월 9일~1997년 5월 23일)는 8선 중의원 의원, 2선 니가타현지사, 3선 참의원 의원을 지낸 일본의 정치인이다.

## 생애
1904년 2월에 니가타현 나카쿠비키군 가스가촌(지금의 조에쓰시)에서 태어났다. 구제 니가타현립 다카다 중학교와 다롄 중학교를 거쳐 1928년에 도쿄 상과대학(지금의 히토쓰바시 대학)을 졸업했다. 고등문관시험 행정과와 사법과에 합격했다.
쇼와 금융공황의 여파로 경제 불황이 이어지자 취직에 난항을 겪다가 전 문부상 고바시 이치타의 집에서 식객 겸 서생을 하기 시작했다. 1931년에 고바시의 소개로 도쿄 외국어대학 사무국 학생과에서 창구 업무를 맡았다. 그러다 외국어 원서의 번역을 의뢰한 가시마 건설의 가지마 모리노스케와 알게 되어 그의 인정을 받게 되었다. 이후 도쿄 외국어대학 조교수가 되어 민법 등을 강의했다.
나가사키 고등상업학교에서 사무관으로 일하다가 1938년에 가지마에게 스카우트되어 가지마 건설에 입사해 감사에 취임했다. 전후에는 다나카 가쿠에이를 만나 의기투합하여 1946년 총선에 출마해 당선됐다.
대장정무차관, 중의원 예산위원장 등을 역임했으며 1953년 5월에 출범한 제5차 요시다 내각에서 우정상 겸 자치청 장관 겸 행정관리청 장관이 되어 처음 입각했다. 요시다 시게루는 쓰카다와 나다오 히로키치 중 누구를 입각시킬지 오노 반보쿠에게 상담했는데 관료를 싫어하던 오노는 관료 출신인 나다오의 입각에 극력 반대하여 쓰카다가 입각하게 되었다는 일화가 있다. 이후 쓰카다는 오노의 파벌에 들어갔다. 하지만 오노의 측근인 간다 히로시와 대립하면서 오노와는 금방 사이가 소원해졌고 이후 오가타 다케토라의 측근인 이시이 미쓰지로에게 접근해 그를 총재로 추대하려고 계획했다. 계획은 실패했지만 이시이의 지원을 받은 이시바시 단잔이 총재 선거에서 승리해 이시바시 내각이 출범하자 쓰카다는 자유민주당 정무조사회장에 취임해 당3역의 자리를 꿰찼다. 하지만 이시바시 내각은 불과 2개월 만에 무너졌다.
1961년 중의원 의원에서 사임한 뒤 니가타현지사 선거에 출마해 당선됐다. 1963년에 고도성장산업을 유치하기 위한 니가타현 종합개발계획을 획정해 니가타 히가시항을 건설하고 시나노강에 세키야 방수로를 만들었다. 1964년에 니가타 지진이 발생했을 때는 도쿄로 출장을 가 있었는데 일본방송협회의 긴급 보도를 보고 급히 돌아왔다. 아직 조에쓰 신칸센이 없던 시절이었는데 니가타에 도착하자마자 작업복을 입고 피난소를 찾아 "이런 일이 일어나서… 정말로…"라며 말을 잇지 못한 채 절규했다. 1965년에 재선에 성공했지만 자민다아 소속 현의회 의원들로부터 뇌물을 받은 사실이 드러나 1966년 3월에 사임했다.
1968년 참원선에 출마해 당선되면서 국정에 복귀했다. 하지만 1974년 참원선에서 낙선했다. 같은 해 가을에 훈1등 욱일대수장을 수훈했다. 1976년 보궐선거에 출마해 당선돼 재선 참의원 의원이 되었고 1982년에 3선 의원이 되었다. 그 해 아내의 사업이 실패하여 20여억 엔의 부채를 짊어졌다.
1997년 5월에 복막염으로 도쿄도 지요다구의 한 병원에서 사망했다. 향년 93세. 사후에 정3위에 추서됐다.

## 역대 선거 기록
|  | 0% |

|  | 25.23% |

|  | 32.52% |

|  | 20.08% |

|  | 26.88% |

|  | 25.56% |

|  | 26.4% |

|  | 22.61% |

|  | 54.4% |

|  | 58.57% |

|  | 31.88% |

|  | 22.34% |

|  | 56.25% |

|  | 53.22% |

## 참고 문헌
- 『東京商科大学一覧 昭和3年度』丸善、1927年。
- 夕刊都新聞社編集部同人編『日本政経人評伝 第1集』夕刊都新聞社、1950年。
- 『衆議院議員総選挙一覽 第22回』衆議院事務局、1950年。
- 人事興信所編『人事興信録 第25版 下』人事興信所、1969年。
- 新潟日報社編 『民選知事五代 県政支配の構図 下巻』 新潟日報事業社、1978年4月。
- 『政治家人名事典』日外アソシエーツ、1990年9月。
- 『新訂政治家人名事典　明治～昭和』日外アソシエーツ、2003年10月。

| 전임 혼다 이치로 | 제11대 행정관리청 장관 1953년 5월 21일~1954년 12월 10일 | 후임 니시다 다카오 |

| 전임 혼다 이치로 | 제3대 자치청 장관 1953년 5월 21일~1954년 12월 10일 | 후임 니시다 다카오 |

| 전임 다카세 소타로 | 제5대 우정대신 1953년 5월 21일~1954년 12월 10일 | 후임 다케치 유키 |

| 전임 기타무라 가즈오 | 제45·46대 니가타현지사 1961년 12월 10일~1966년 3월 28일 | 후임 와타리 시로 |